# Spie

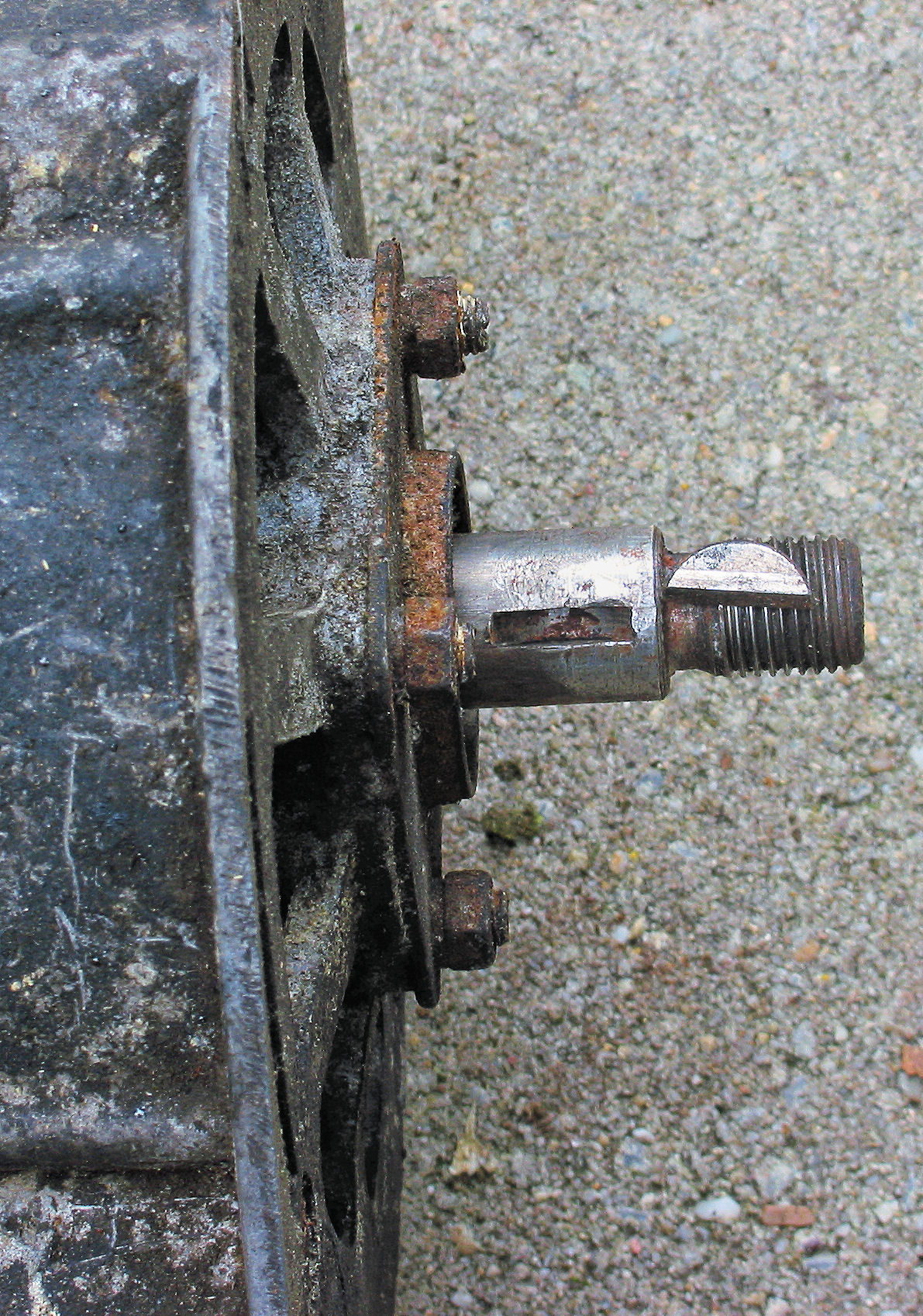
Gedemonteerde schijfspie bij een dynamo (de spie ligt op de schroefdraad)

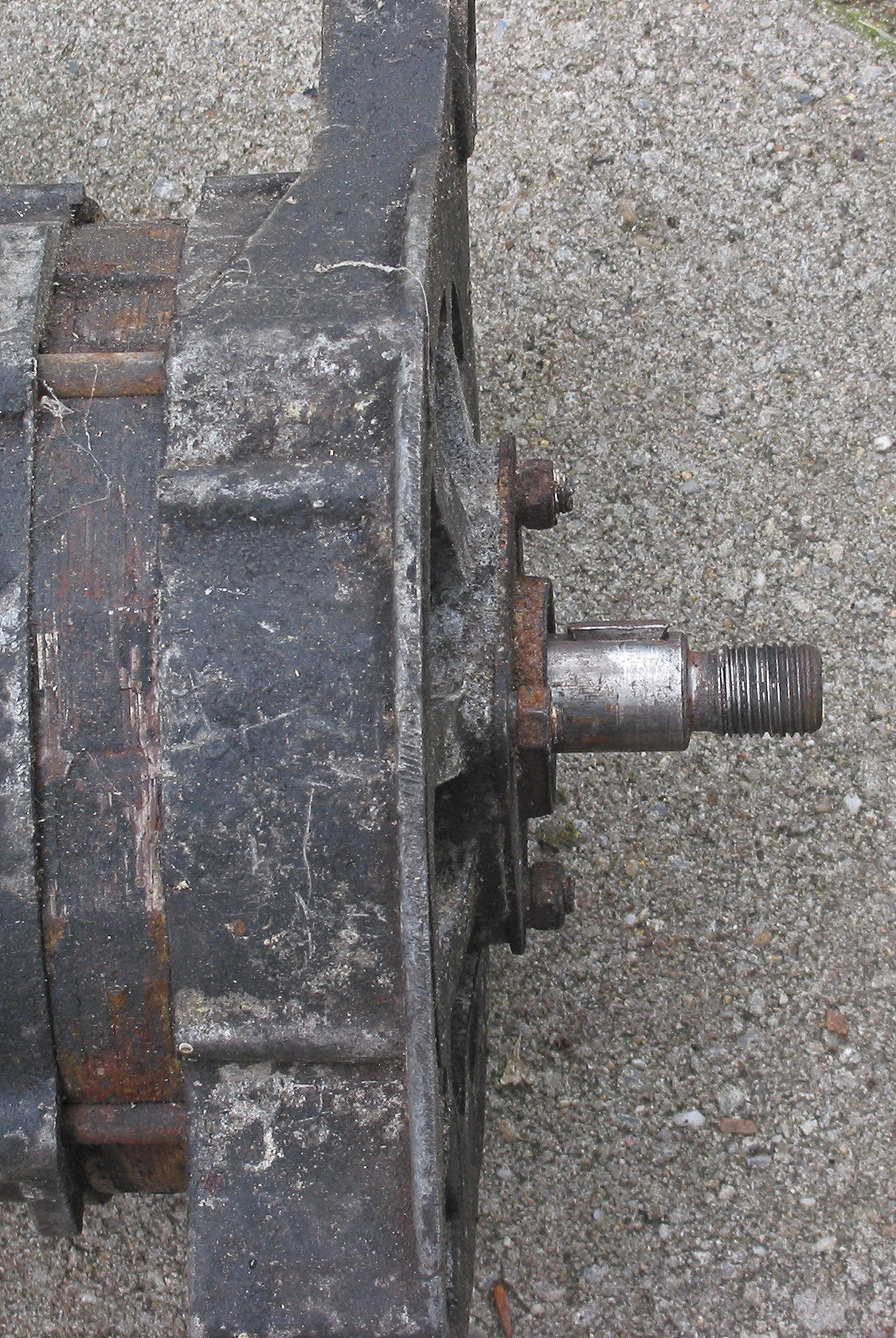
Gemonteerde schijfspie

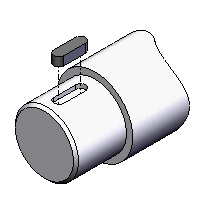
As met vlakke inlegspie

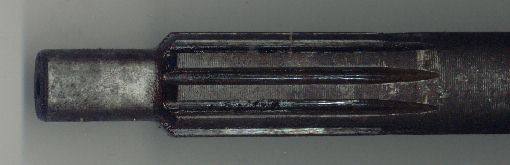
Een spievertanding op het eind van een aandrijfas

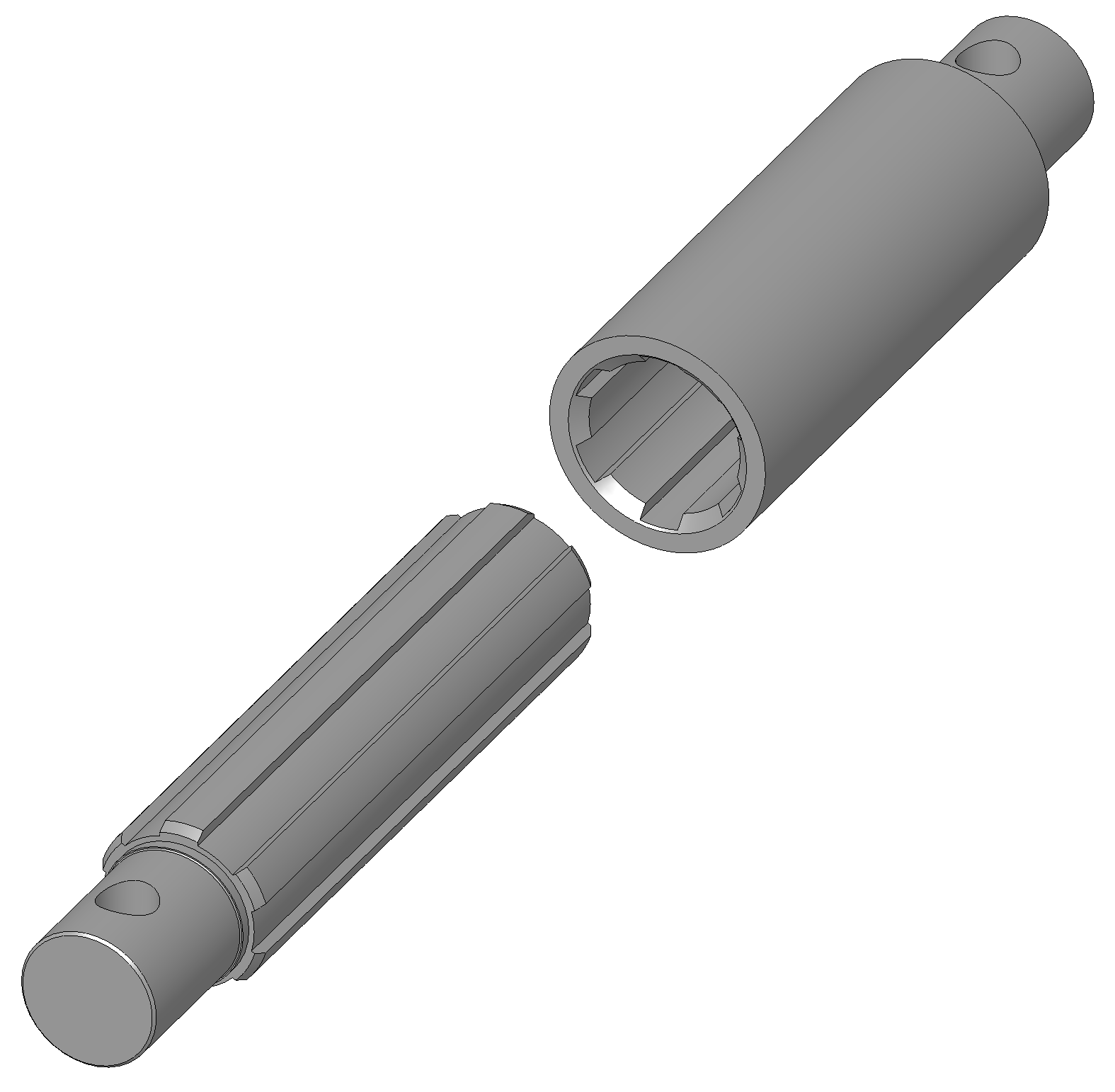
As met naaf voorzien van spievertanding

Een spie is een uitneembaar verbindingsmiddel dat wordt toegepast bij verbindingen tussen een as en een naaf of voor het vastzetten van een spijlbout.
Bij een tafelboormachine, ook kolomboormachine, gebruikt men een spie om de conus van de boorhouder of de boren met conische schacht uit te drijven. Deze spie is aan de bovenzijde afgerond om geen schade aan de boorspil te veroorzaken.

## As-naafspieverbindingen
Deze spieverbindingen worden onder meer gebruikt om wielen, hefbomen en koppelingen op assen te bevestigen. De spieverbinding tussen een as en een naaf is vooral bedoeld voor het overbrengen van een wringend moment. De spie bevindt zich in een uitsparing in de as en de naaf, deze uitsparing wordt spiebaan genoemd. De spiebaan van as en van de naaf moeten even breed zijn, zodat de spie nauwkeurig in de spiebaan past. Door de aanwezigheid en eventuele klemming van de spie worden de vrijheidsgraden van de verbinding naar wens beperkt:
1. de naaf kan niet meer vrij om de as draaien;
2. de naaf kan niet meer – axiaal – over de as schuiven.

Men onderscheidt onder andere de vormgesloten (vlakke) inlegspie, schijfspie en tangentiaalspie, en daarnaast de krachtgesloten kopspie. Deze spieën liggen allemaal in de lengte van de as, men noemt ze daarom langspieën. Daarnaast kent dwarsspieën, deze worden loodrecht op de asrichting aangebracht. Een bekend voorbeeld is de krukspie (crankspie), waarmee de trapper op de trapas van een fiets is bevestigd. De afmetingen van spieën zijn genormaliseerd, de toegepaste grootte is afhankelijk van de asdiameter. Veel voorkomende langspieën zijn:

#### Inlegspie
Een inlegspie is een 'kleine' balk of wig die zich in de spiebaan in de as en de naaf bevindt. Men onderscheidt de vlakke- en de tapse inlegspie.
Bij de vlakke inlegspieverbinding wordt het wringend moment tussen as en naaf  overgebracht door een vlakke inlegspie. De spiebaan in de as is niet doorlopend. De spie past precies in de spiebaan van de as.
Bij een tapse inlegspieverbinding wordt door een wigvormige spie een blijvende voorspankracht uitgeoefend. De wigvormige spie (waarvan helling meestal 1:100 is) wordt tapse inlegspie of drijfspie genoemd. Een nadeel van deze verbinding is de optredende excentriciteit tussen as en naaf waardoor hoge toerentallen niet toelaatbaar zijn.

#### Schijfspie
Bij een schijfspieverbinding heeft de toegepaste inlegspie de vorm van een halve schijf. Deze spieën zijn beter dan de gewone inlegspie bestand tegen kantelen. Omdat de diepe spiegleuf de as erg verzwakt wordt deze verbinding alleen toegepast bij laag belaste assen.

#### Kopspie
Bij een kopspieverbinding past men een kopspie toe, deze is voorzien van een hamervormige kop welke buiten de spiebaan blijft. Hiermee wordt bereikt dat de spie gemakkelijker in de spiegleuf te drijven en weer los te krijgen is. De spie verloopt iets hellend. Het verschil in dikte, de helling, is meestal 1 mm op 100 mm spielengte (1 :100). De spie geeft zowel in de draai- als in de lengterichting een verbinding. De spiegleuf in de naaf wordt ook iets taps uitgevoerd, zodat wordt voorkomen dat de naaf scheef op de as komt tijdens het inslaan van de spie. Ook klemt de naaf zo beter op de as.

#### Tangentiaalspie
Bij de tangentiaalspie worden zes spieën aangebracht in drie spiebanen verdeeld over de asomtrek. Deze spieën zorgen voor een vóórspanning over de gehele omtrek, zodat ze in tegenstelling tot de bovengenoemde spieën beter geschikt zijn voor het overdragen van wisselende momenten.

## Andere as-naafverbindingen
Naast spieverbindingen kan de verbinding tussen as en naaf ook bewerkstelligd worden door:
- Een dwarspenverbinding, hierbij wordt een gat dwars door naaf en as geboord, hierin wordt een pen aangebracht.
- Een langspenverbinding, deze wordt tot stand gebracht door in het scheidingsvlak tussen as en naaf in de lengterichting een gat te boren en daarin een cilindrische pen aan te brengen.
- Een as en naaf met platte kanten, hier is het aseinde en het naafgat voorzien van twee platte kanten, of het aseinde en naafgat zijn vierkant. Dergelijke verbindingen hebben bij een nauwkeurige passing een goede momentoverdracht.
- Bij een spievertanding zijn in de lengterichting van as en naafgat over de hele omtrek uitsparingen aangebracht. Door as en naafgat met een spievertanding te voorzien kan er een groot wringend moment worden overgebracht. De spievertandingen zijn genormaliseerd als functie van de asdiameter.
- Bij een kerfvertanding zijn de rechte tanden van een spievertanding vervangen door driehoekige tanden. Assen met kerfvertanding kunnen grotere momenten overbrengen dan assen met spievertanding. Ook kerfvertanding is genormaliseerd.